# Asymmetrione globifera
Asymmetrione globifera is een pissebed uit de familie Bopyridae. De wetenschappelijke naam van de soort is voor het eerst geldig gepubliceerd in  door An, John C. Markham & Yu,  2010.